# Лєнц Микола Іванович
Микола Іванович Лєнц (нар. 1830, Херсон, Російська імперія — пом. 1906) — краєзнавець, директор Феодосійського учительського інституту.

## Життєпис
Микола Іванович Лєнц народився 1830 року в українському місті Херсон однойменної губернії Російської імперії в родині архітектора з Ганноверу.
Закінчив Херсонську гімназію, Рішельєвський ліцей в Одесі і працював викладачем російської мови і словесності в училищі Аккерманського повіту. У 1853 році прийняв підданство Російської імперії. Працював викладачем, і інспектором Рішельєвської гімназії, директором реального училища в Миколаєві, займався літературою, історією і педагогікою.
З 1874 року під його редакцією був виданий «Новоросійський календар». В 1893 був включений до складу Міської комісії по складанню опису Одеси до її історичного ювілею (1894 рік). Тоді написав нарис «Духовная жизнь и народное образование». При його написанні використовував матеріали з архіву канцелярії попечителя Одеського навчального округу. Наприкінці 1903 року, у зв'язку з підготовкою міських заходів присвячених 50-річчю Кримської війни (1853—1856), одеський градоначальник Павло Зеленой неодноразово звертався до нього за консультаціями. В грудні того ж року надав градоначальнику відомості про учня 2-й Одеській гімназії І. Бодаревского і студентах Рішельєвського ліцею, які брали участь в обороні Одесі.
Захоплювався колекціонуванням планів, краєвидів, а також рідкісних книг. Йому виповнився 71 рік, коли він став членом Одеського товариства історії і старожитностей, на засіданнях якого неодноразово виступав з тематичними доповідями і повідомленнями. В музей товариства Лєнц передавав рідкісні книги, документи, предмети археології і нумізматики. Деякі його праці, наприклад, «Учебно-воспитательные заведения, из которых образовался Ришельевский лицей. 1804—1817», сучасники дорівнювали до монографій, настільки вони були об'ємні з наукової обробці і використанню архівних джерел.
Був очевидцем того оборони міста 1854 року. Заслуговує на увагу, запропонована як одна з версій причина бомбардування Одеси 10 квітня 1854 року. Він пояснював її спробою викликати з Севастополя Чорноморський флот, незначний в порівнянні з англо-французькою ескадрою, для того, щоб знищити його у відкритій морській битві. Сучасники сприймали його як «справжню одеську людину вже по тому, що провів у нашому середовищі майже шість десятків років». Після смерті в січні 1906 його удова передала до Одеської міської публічної бібліотеки кілька тисяч томів книг, а також креслення, плани, різні види міста, рукописи і документи.
Був похований на Першому Християнському цвинтарі. 1937 року комуністичною владою цвинтар було зруйновано. На його місці був відкритий «Парк Ілліча» з розважальними атракціонами, а частина була передана місцевому зоопарку. Нині достеменно відомо лише про деякі перепоховання зі Старого цвинтаря, а дані про перепоховання Лєнца відсутні.

## Наукові праці
- Духовная жизнь и народное образование// Одесса. 1794—1894. — Одесса, 1895;
- Учебно-воспитательные заведения, из которых образовался Ришельевский лицей. 1804—1817. — Одесса, 1903;
- Бомбардирование Одессы (10 апреля 1854 года)// ЗООИД. — Одесса, 1906. — Т. 26.